# Грб Љубиња
Грб Љубиња је званични симбол српске општине Љубиње.
Симбол општине има изглед правог средњовјековног штита са садржајним елементима, који подсјећају на амблеме општина из комунистичког периода.